# مشروع هيدرو الصين داود لطاقة الرياح
مشروع هيدرو الصين داود لطاقة الرياح هي مزرعة رياح تم تطويرها كجزء من مشاريع طاقة الحصاد المبكر لـ الممر الاقتصادي الصيني الباكستاني على مساحة 1720 فدانًا من مسطحات المد والجزر وتقع في غارو السند، حوالي 80 كيلومترًا شرق كراتشي. تم تطويره من قبل شركة هيدرو الصين الصينية. من المتوقع أن يوفر الكهرباء للشبكة الباكستانية بحلول أغسطس 2016.
ستنتج المحطة حوالي 50 ميغاواط من الكهرباء عند اكتمالها، وستتألف من 33 توربينة رياح قادرة على توليد 1.5 ميغاواط من الكهرباء. سيتم الحصول على التوربينات من مجموعة طاقة الرياح الصينية مينغ يانغ المحدودة، وتم تطويرها بالاشتراك مع شركة أيرودين الألمانية.
بدأ البناء في عام 2015، وتم تركيب آخر توربين في 23 أبريل 2016. من المتوقع أن يبدأ توليد الكهرباء في أغسطس 2016، ومن المتوقع أن تكون الطاقة التي توفرها المزرعة كافية لتوفير الكهرباء لحوالي 100،000 أسرة في المنطقة المحلية.
من المتوقع أن يصل إجمالي تكاليف المشروع إلى 115 مليون دولار، بتمويل مقدم من البنك الصناعي والتجاري الصيني. إجمالي توليد الطاقة من مشروع الرياح هذا هو 49.5 ميجاوات.